# كفر الساحل
كفر الساحل إحدى قرى مركز طنطا التابع لمحافظة الغربية بجمهورية مصر العربية.

## التاريخ
أصله من توابع فيشا سليم ثم فصل عنها سنة 1274هـ/1858م. ذكر ضمن توابع مركز تلا بمديرية المنوفية في تعداد 1882، وضمن توابع مركز طنطا في تعداد 1897 التالي.

## التعليم
تصل نسبة الأمية في القرية إلى 31.37% بين من تجاوزوا العاشرة من عمرهم، بينما تصل نسبة من حصلوا على تعليم جامعي إلى 2.97% من جملة السكان.

## السكان
بلغ عدد سكان كفر الساحل 4454 نسمة حسب تقدير عام 2018.
| السنة  | 1882 | 1897 | 1907 | 1927 | 1947 | 1960 | 1976 | 1986 | 1996 | 2006  | 2018 |
| ------ | ---- | ---- | ---- | ---- | ---- | ---- | ---- | ---- | ---- | ----- | ---- |
| القرية | 574  | 964  | 991  | 1113 | 1099 | 1415 | 1734 | 2205 | 2699 | 3,136 | 4454 |